# OTs-14 Groza
O OTs-14 Groza (russo: ОЦ-14 "Гроза", lit. "Trovoada") é um fuzil de assalto bullpup russo de fogo seletivo que utiliza o cartucho 7,62x39mm e o cartucho subsônico 9x39mm. Foi desenvolvido na década de 1990 na TsKIB SOO (Agência Central de Design e Pesquisa de Armas de Esporte e Caça) em Tula, Rússia. A arma é conhecida coloquialmente como OC-14 ou OTs-14 "Groza". O OTs-14-4A "Groza-4" tem um derivado, o TKB-0239 (ТКБ-0239), também conhecido como OTs-14-1A "Groza-1", com câmara 7,62x39mm.

## História
O trabalho no projeto do OTs-14-4A começou em dezembro de 1992. Os principais projetistas da arma foram Valery Telesh, responsável pelos lança-granadas GP-25 e GP-30, e Yuri Lebedev. A equipe decidiu projetar um sistema modular e integrado que incorporaria todas as melhores características de uma arma longa de combate a curta distância em uma única arma baseada na AKS-74U. Os protótipos estavam prontos para testes em menos de um ano e a arma estava pronta para produção no início de 1994.
Foi apresentado pela primeira vez ao público na feira MILIPOL de Moscou em abril de 1994 e adotado pelo Ministério de Assuntos Internos (MVD) logo depois. O sucesso do OTs-14-4A nas mãos do pessoal da MVD chamou a atenção do Ministério da Defesa (MO), que também tinha um requisito para tal arma. Após um período de testes, a arma foi adotada pelas forças Spetsnaz e algumas unidades de combate aéreas e especializadas na linha de frente, como engenheiros de combate. A arma foi originalmente projetada para usar qualquer um dos quatro cartuchos: 5,45x39mm, 5,56x45mm NATO, 7,62x39mm ou 9x39mm. Essa ideia foi abandonada e o fuzil de assalto foi projetado para utilizar o cartucho 9x39mm para atender aos requisitos da MVD de uma arma de combate a curta distância para implantação na Chechênia, com uma variante de 7,62x39mm fabricada posteriormente.
Em 10 de setembro de 2018, é relatado que a Bad Element Co. conseguiu criar um clone do Groza baseado no AK-74 com carregadores AK modificados para funcionar com ele.

## Detalhes do design

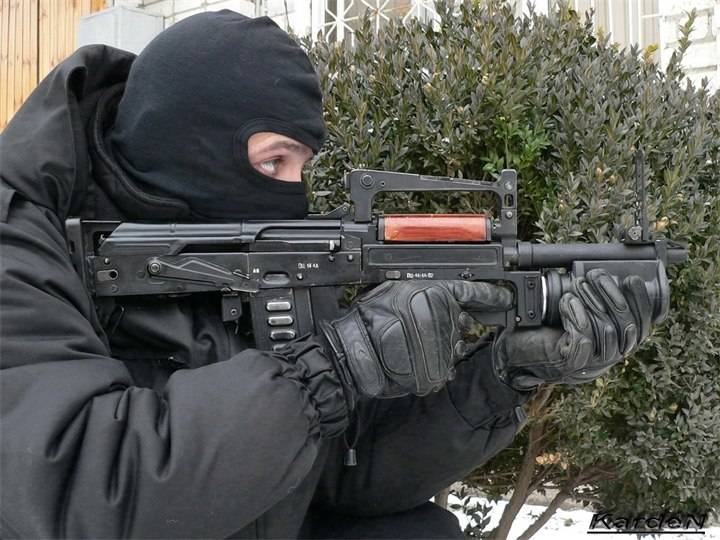
Indivíduo segurando um OTs-14-4A Groza com lança-granada GP-30.

Internamente, o OTs-14 "Groza" é uma cópia exata da AKS-74U, mas em uma configuração bullpup e utilizando munição subsônica 9x39 SP-6. A unidade gatilho-cabo pode ser removida e substituída por uma unidade alternativa integrada ao lança-granada de 40 mm. Nessa configuração, um único gatilho controla, com um seletor de cano separado, o lança-granada de 40 mm e o próprio fuzil. O seletor de modo de segurança / disparo do padrão AKS-74U é mantido. O cano em si pode ser equipado com um silenciador de remoção rápida especialmente projetado.
A alça de transporte do OTs-14 possui disposições para a montagem de miras ópticas de longo alcance, miras red dot ou dispositivos de visão noturna. Como se destinava a substituir a AKS-74U nos batalhões da Spetsnaz MVD como arma de serviço padrão, também existem variantes com câmara para o cartucho 7,62x39mm. A ideia por trás desse projeto era ter uma versão básica facilmente modificada que seria usada em diferentes cenários de combate como uma carabina, um fuzil de assalto com cabo frontal, um fuzil de assalto silenciado com silenciador destacável e um fuzil de assalto com um lança-granada integrado debaixo do cano.

### Mecanismo de operação
O OTs-14-4A é um sistema de arma baseado na carabina AKS-74U, que utiliza o cartucho 5,45x39mm. É um fuzil de fogo seletivo, alimentado por carregador, refrigerado a ar, com um sistema operacional de pistão acionado por gás e um mecanismo de ferrolho rotativo.

### Características
O OTs-14-4A compartilha 75% de seus componentes com a AKS-74U. Os componentes básicos da arma são emprestados diretamente da carabina AKS-74U e ligeiramente modificados, simplificando o design como um todo e tornando a arma consideravelmente mais barata. A arma possui um design modular, permitindo a montagem de uma das quatro versões da arma, dependendo da missão designada. Ela é configurada em um leiaute de bullpup para maior portabilidade e equilíbrio. O cabo é deslocado para a frente, tornando o fuzil compacto, adequado para transporte oculto e tão bem equilibrado que pode ser disparado apenas usando uma mão, como uma pistola. Houve menção de que a configuração bullpup tem sido difícil de carregar devido ao peso em algumas ocasiões com a ação Kalashikov posicionada perto do rosto do usuário quando disparada, dificultando o uso.
A arma dispara de um ferrolho fechado e possui um mecanismo de disparo do tipo cão. Possui um gatilho unitário; uma alavanca seletora de três posições de modo de disparo / segurança manual no lado esquerdo da armação define se ela dispara o fuzil ou o lança-granada ou se o coloca em "seguro". O fuzil de assalto é equipado com miras de ferro contidas na alça de transporte que consistem em uma alça de mira ajustável de abertura em uma folha tangente com graduações de alcance de 50 a 200 m e uma massa de mira. O lança-granada é apontado usando uma mira dobrável.
A arma também aceita várias miras ópticas, incluindo as miras telescópicas PSO, que são montadas diretamente na alça de transporte ou, como nos primeiros modelos, em um suporte no lado esquerdo da armação. O OTs-14-4A também possui um trilho em formato de cauda de andorinha de visão noturna que aceita todas as miras de visão noturna padrões.

### Acessórios
É emitido em uma maleta de transporte de alumínio com equipamentos e acessórios para uma ampla variedade de situações táticas. Estão incluídos na maleta dois conjuntos de cabos e gatilhos diferentes, um para uso com com o lança-granada GP-25/30 modificado e outro para uso quando o lança-granada é desconectado. Quando o lança-granada é instalado, o fuzil e lança-granada combinados são operados com um único gatilho.
Um seletor no lado esquerdo do cabo, próximo ao guarda-mato, permite ao usuário escolher entre canos de fuzil ou granada. Quando o lança-granada é removido, ele é substituído por um cabo vertical. Um silenciador também está incluído no kit padrão, assim como um cano curto de troca rápida para uso com o silenciador ou quando a compactação máxima é desejada.

## Variantes
As seguintes variantes foram feitas com base no Groza:
- OTs-14-1A Groza-1 - Modelo primário com câmara para o cartucho 7,62x39mm M43 Soviet; usa os mesmos carregadores que os fuzis de assalto AK-47 / AKM. Com o uso desse cartucho sendo originalmente experimental, mais tarde foi adotado pelo exército em 1998 para uso por suas tropas aéreas, engenharia de combate e Spetsnaz. Tem mais poder de impacto e alcance do que a versão subsônica e pode usar munições mais baratas prontamente disponíveis em suprimentos.
  - OTs-14-1A-01 - Variante de carabina com um cano curto e um cabo dianteiro vertical.
  - OTs-14-1A-02 - Variante de carabina especial com um cano curto rosqueado para um silenciador.
  - OTs-14-1A-03 - Variante de fuzil de precisão especial com um cano curto rosqueado para um silenciador e um suporte de mira telescópica na alça de transporte / miras de ferro.[4]
  - OTs-14-1A-04 7,62/40 - Variante de lança-granada com um cano longo e lança-granada GP-30 sob o cano.
- OTs-14-2A - Modelo experimental com câmara para o cartucho 5,45x39mm M74 Soviet. Não adotado devido a redundância causada pela preferência pelo melhor desempenho balístico do cartucho 7,62x39mm quando disparado através de um cano curto.
- OTs-14-3A - Modelo experimental com câmara para o cartucho 5,56x45mm NATO. Não foi adotado nem colocado em produção devido à falta de interesse das forças armadas domésticas ou dos clientes estrangeiros da empresa.
- OTs-14-4A 9/40 Groza-4 - Modelo primário, com câmara para o cartucho 9x39mm Subsonic. Ele usa os mesmos carregadores e 20 cartuchos que o fuzil de assalto AS Val e o fuzil de precisão VSS Vintorez. Foi adotado em 1994 pelas tropas de Operações Especiais OMON do Ministério do Interior.
  - OTs-14-4A-01 - Configuração de fuzil com um cano curto e um cabo dianteiro vertical.[1]
  - OTs-14-4A-02 - Configuração de carabina com um cano curto rosqueado para um silenciador.[1]
  - OTs-14-4A-03 - Configuração de fuzil de precisão especial com um cano curto rosqueado para um silenciador e um suporte de mira telescópica na alça de transporte / miras de ferro.[1]

## Utilizadores
- Geórgia[7]
- Rússia: Forças MVD na Chechênia.[4]